# Portet-sur-Garonne
Portet-sur-Garonne (okzitanisch: Portèth de Garona) ist eine französische Gemeinde mit 9.798 Einwohnern (Stand: 1. Januar 2022) im Département Haute-Garonne und der Region Okzitanien. Die Gemeinde gehört zum Arrondissement Muret und ist der Hauptort (chef-lieu) des Kantons Portet-sur-Garonne. Die Bewohner werden Portésiens, Portésiennes genannt.
Der Name rührt vermutlich vom lateinischen portellum (deutsch: kleiner Flusshafen) her.

## Geographie
An der südlichen Gemeindegrenze fließt die Ariège in die Garonne. Im Norden nimmt die Saudrune ihren Zufluss Roussimort auf und durchquert das Gemeindegebiet. Umgeben wird Portet-sur-Garonne von Toulouse im Norden, Vieille-Toulouse im Nordosten, Vigoulet-Auzil im Osten, Lacroix-Falgarde im Südosten, Pinsaguel im Süden, Roques im Südwesten, Villeneuve-Tolosane im Westen und Cugnaux im Nordwesten.
Portet-sur-Garonne ist mittlerweile zu einer banlieue von Toulouse geworden. Die Quartiere von Portet-sur-Garonne sind das Stadtzentrum, Récébédou bzw. Clairfont, Grand Portet und Ramier.
Durch die Gemeinde führen die Autoroute A64 Richtung Biskaya und die frühere Route nationale 20 zur spanischen Grenze und im Westen der Gemeinde befindet sich der Flughafen Toulouse-Francazal.

## Geschichte

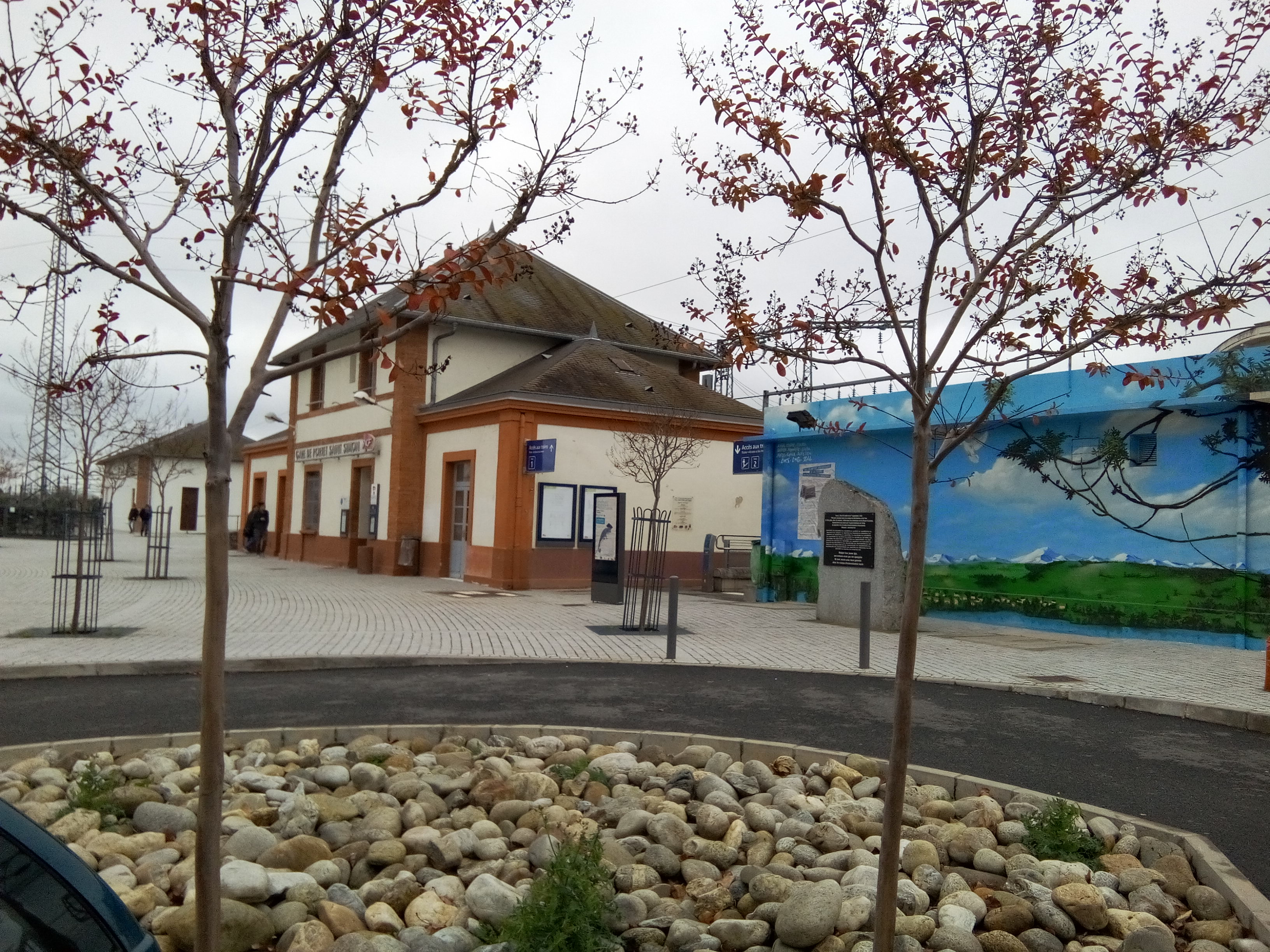
Bahnhof Portet-Saint-Simon mit dem Gedenkstein

## Camp du Récébédou
Das Camp du Récébédou in Portet war ab 1939 neben den Lagern in Brens und Noé eines der drei großen Internierungslager in der Region Toulouse.:S. 104 Die Wechselvolle Geschichte des Camps begann mit Arbeiterunterkünften für die Munitionsfabrik Poudrerie nationale de Toulouse und endete als Abfahrtsort in die deutschen Vernichtungslager. Nach dem Ende des Zweiten Weltkriegs war es aber auch Heimat auf Zeit für republikanische Spanier, die das Konzentrationslager Mauthausen überlebt hatten und nicht in das franquistische Spanien zurückkehren wollten.
An das Lager erinnern heute das in der letzten noch erhaltenen Camp-Baracke untergebrachte Musée de la Mémoire und eine Gedenkstätte am Bahnhof Portet-Saint-Simon.

## Bevölkerungsentwicklung
| Jahr                       | 1962 | 1968 | 1975 | 1982 | 1990 | 1999 | 2010 | 2017 |
| Einwohner                  | 4398 | 5432 | 6014 | 6872 | 8030 | 8733 | 9435 | 9721 |
| Quellen: Cassini und INSEE |      |      |      |      |      |      |      |      |

## Sehenswürdigkeiten
- Kirche (Monument historique)
- Markthalle

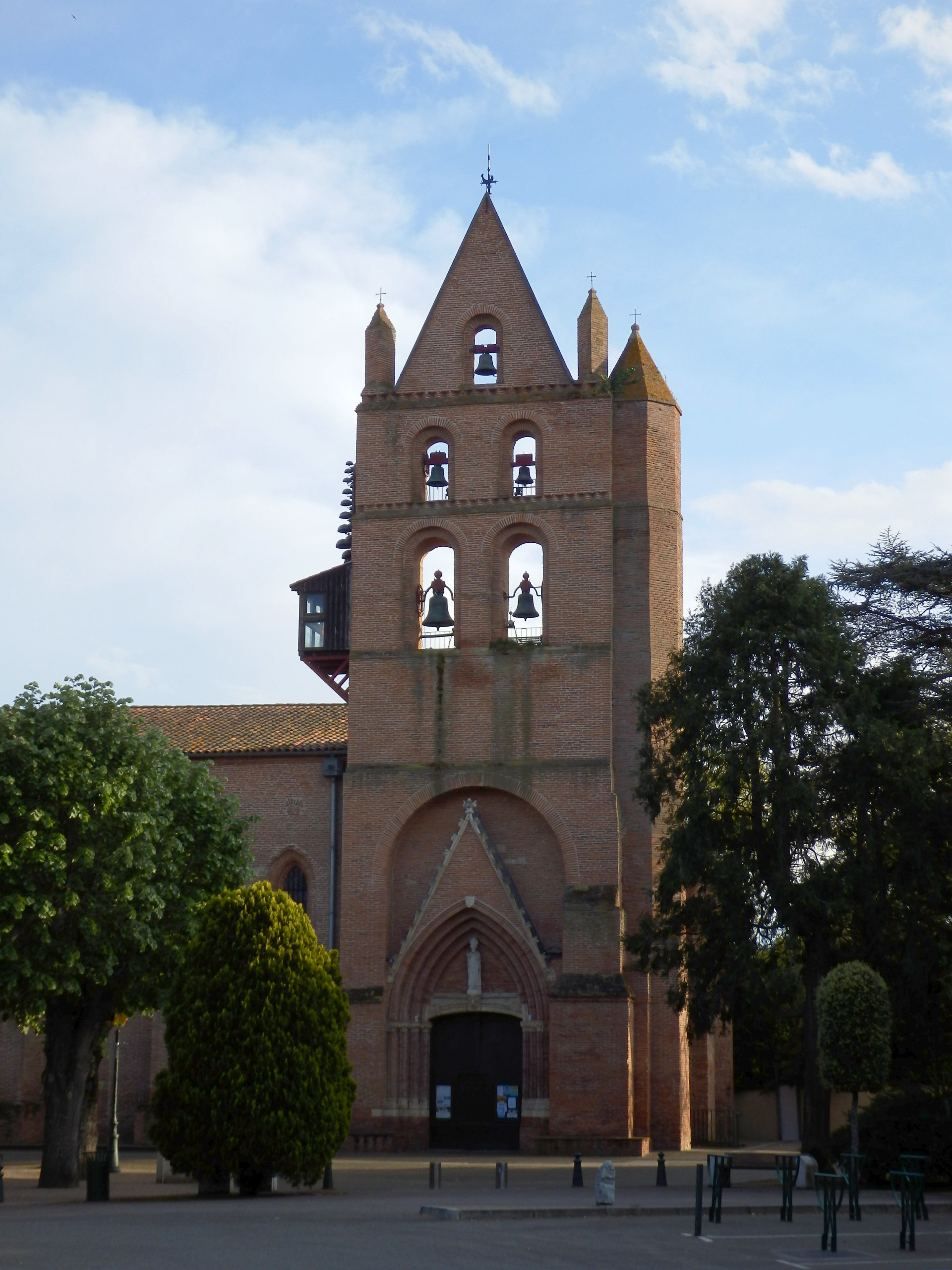
Kirche

- Musée de la Mémoire (Museum der Erinnerung), auf dem Gelände des Internierungslager Récébédou[2]
- Château de Clairfont
- Château de la Creuse (Monument historique)
- Pyramide an der Grenze zwischen den historischen Regionen Languedoc und der Guyenne (Monument historique)

Siehe auch: Liste der Monuments historiques in Portet-sur-Garonne